# Воскресенское (Гдовский район)
Воскресенское — деревня в Гдовском районе Псковской области России. Входит в состав Добручинской волости.

## География
Деревня находится в северной части Псковской области, в зоне хвойно-широколиственных лесов, на расстоянии примерно 16 километров к северо-востоку от города Гдова, административного центра района и в 3 км к западу от волостного центра, деревни Добручи.

### Климат
Климат характеризуется как умеренно континентальный, с относительно коротким тёплым летом и продолжительной, как правило, снежной зимой. Средняя многолетняя температура самого холодного месяца (января) составляет −8 °С, температура самого тёплого (июля) — +17,4 °С. Среднегодовое количество осадков — 684 мм.

## Население
| 2001 | 2002 | 2010 |
| ---- | ---- | ---- |
| 38   | ↘27  | ↘20  |

## Транспорт
Просёлочные дороги.